# Peter Adt
Peter Adt, auch Peter Adt III. (* 28. Dezember 1798 in Ensheim (seit 1974 Ortsteil von Saarbrücken); † 12. September 1879 ebenda) war ein deutscher Unternehmer und Begründer der Pappmachédynastie Adt, die von Mitte des 18. Jahrhunderts an über mehr als 200 Jahre  Marktführer in der Herstellung von Gebrauchsgütern und Pappmachéprodukten war.

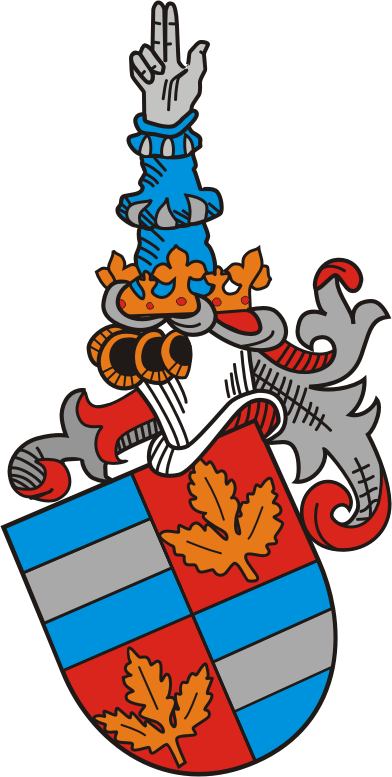
Familienwappen Adt

## Leben

### Herkunft und Familie
Peter Adt entstammte einer Familie, die seit Generationen im heutigen Grenzgebiet zwischen Frankreich und Deutschland ansässig und unternehmerisch tätig war. Sein Vater war der Dosenfabrikant Peter Adt (1777–1849), seine Mutter Barbara Huter (1771–1849). Bereits sein Urgroßvater Mathias Adt (* 23. April 1715) beschäftigte sich in Handarbeit mit der Herstellung von Pappmachédosen. Seine Fähigkeiten gab er an seinen Sohn Johann Peter (Peter I., 1751–1808) weiter. Dessen Sohn Peter II. (1777–1849) entwickelte Trophée-Dosen und schaffte damit ein stattliches Vermögen.
Am 28. November 1816 heiratete er in seinem Heimatort Margaretha Walter (1798–1859). Aus der Ehe gingen die Kinder Maria (1817–1864), Peter (1820–1900), Franz (1822–1870, Nachfolger im Unternehmen und Vater des Eduard Adt), Johann-Baptist (1825–1913), Maria Katharina (1826–1910), Barbara Katharina (1828–1900), Maria Mathilde (1833–1904) und Margaretha (1837–1862) hervor.

### Unternehmerisches Wirken
Mit verschiedenen Dosenmachern seines Heimatortes Ensheim organisierte er eine gemeinsame Handfabrikation unter seiner Führung. 1826 ersteigerte er für 4000 Gulden einen Teil der ehemaligen Wadgasser Propstei, um sie zu einem Zentrum der Dosenproduktion auszubauen. Dort entwickelte sich aus einem Handwerks- ein Industriebetrieb. 

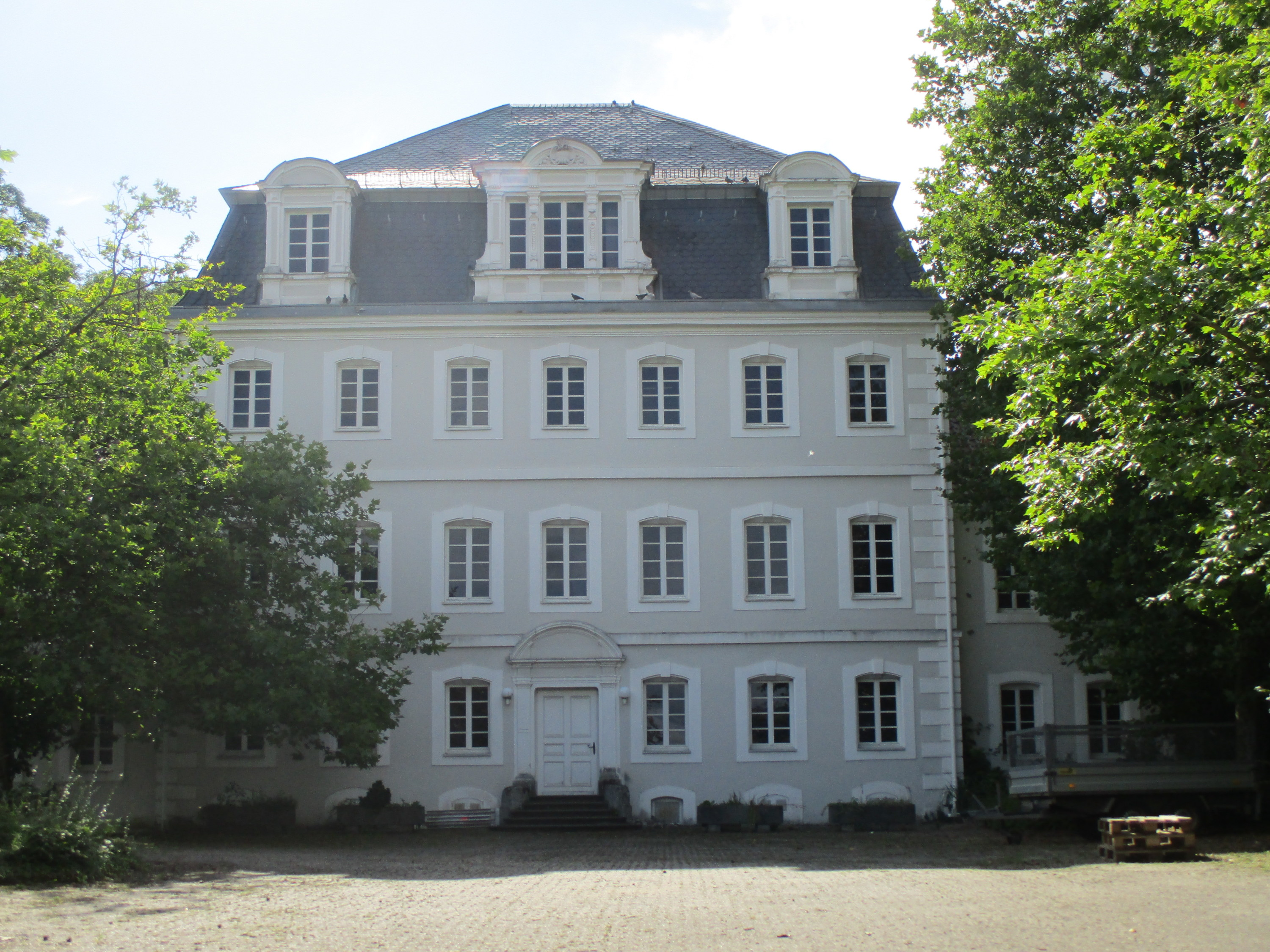
Waldgassener Propstei Ensheim, 1826 Produktionsstätte Adt

1839 wurde das Unternehmen als „Pappmachédosenfabrik Gebrüder Adt“ OHG ins Handelsregister eingetragen.
Gesellschafter waren Peter Adt und seine drei Söhne.
1844 wurde in Forbach die Papierlackwarenfabrik Barth, Adt und Cie. gegründet, die drei Jahre später nach Saargemünd verlegt wurde und 1853 nach Forbach zurückkam. Der Anteilseigner Barth war ausgeschieden und so waren die Adts alleinige Firmeninhaber. Der Grund für die Firmengründung in Forbach waren die zollrechtlichen Bestimmungen. Deutsche Produkte unterlagen zur Ausfuhr nach Frankreich dem Zoll. Dieses Werk übertrug Peter an seinen Sohn Johann Baptist. Sein Sohn Franz übernahm später den Betrieb in Ensheim.
1849 wurde in der Fabrik Ensheim die erste Dampfmaschine in Betrieb genommen und die Dosenproduktion in größerem Umfang, schneller, billiger und dennoch profitabler durchgeführt werden. Außerdem verfügte das Unternehmen über eine Minderheitsbeteiligung an einer Straßenbahnlinie.
1854 erwarb Peter eine Papiermühle in Schwarzenacker, gründete 1871 nach dem Deutsch-Französischen Krieg ein neues Zweigwerk in Pont-à-Mousson und im Jahr darauf in Blénod. Diese Firmen gingen an seinen gleichnamigen Sohn (Peter IV.).

## Sonstiges
In den Jahren von 1825 bis 1841 war er Bürgermeister von Ensheim, wo der Peter-Franz-Adt-Ring nach ihm benannt wurde.